# Carabias (Carabias)
Carabias es una localidad perteneciente al municipio de Carabias, en la provincia de Segovia, comunidad autónoma de Castilla y León, España. En 2020 contaba con 51 habitantes.
Integrada en la Comunidad de villa y tierra de Sepúlveda en el Ochavo de las Pedrizas y Valdenavares
| 55            | 52 | 47 | 46 | 51 | 50 | 49 | 42 | 38 | 44 | 47 |
| (Fuente: INE) |    |    |    |    |    |    |    |    |    |    |